# Walsura decipiens
Walsura decipiens är en tvåhjärtbladig växtart som beskrevs av David John Mabberley. Walsura decipiens ingår i släktet Walsura och familjen Meliaceae. Inga underarter finns listade i Catalogue of Life.